# Boloria sedykhi
Boloria sedykhi är en fjärilsart som beskrevs av Crosson du Cormier 1977. Boloria sedykhi ingår i släktet Boloria och familjen praktfjärilar. Inga underarter finns listade i Catalogue of Life.